# العلاقات السويدية الليبيرية
العلاقات السويدية الليبيرية هي العلاقات الثنائية التي تجمع بين السويد وليبيريا.

## مقارنة بين البلدين
هذه مقارنة عامة ومرجعية للدولتين:
| وجه المقارنة                                              | السويد                                                                               | ليبيريا      |
| --------------------------------------------------------- | ------------------------------------------------------------------------------------ | ------------ |
| المساحة (كم2)                                             | 450.30 ألف                                                                           | 111.37 ألف   |
| عدد السكان (نسمة)                                         | 10.16 مليون                                                                          | 4.73 مليون   |
| الكثافة السكانية (ن./كم²)                                 | 22.56                                                                                | 42.47        |
| العاصمة                                                   | ستوكهولم                                                                             | مونروفيا     |
| اللغة الرسمية                                             | اللغة السويدية، لغات السامي، اللغة الفنلندية، منكيلي، اللغة الرومنية، اللغة اليديشية | لغة إنجليزية |
| العملة                                                    | كرونة سويدية                                                                         | دولار ليبيري |
| الناتج المحلي الإجمالي (بليون دولار)                      | 538.04 مليار                                                                         | 2.16 مليار   |
| الناتج المحلي الإجمالي (تعادل القوة الشرائية) بليون دولار | 469.01 مليار                                                                         | 3.76 مليار   |
| الناتج المحلي الإجمالي الاسمي للفرد دولار أمريكي          | 50.58 ألف                                                                            | 455          |
| الناتج المحلي الإجمالي للفرد دولار أمريكي                 | 45.30 ألف                                                                            | 842          |
| مؤشر التنمية البشرية                                      | 0.907                                                                                | 0.430        |
| رمز المكالمات الدولي                                      | +46                                                                                  | +231         |
| رمز الإنترنت                                              | .se                                                                                  | .lr          |
| المنطقة الزمنية                                           | توقيت وسط أوروبا، ت ع م+01:00، ت ع م+02:00، أوروبا/ستوكهولم ‏                         | 00           |

## منظمات دولية مشتركة
يشترك البلدان في عضوية مجموعة من المنظمات الدولية، منها:
| علم المنظمة | اسم المنظمة                               | تاريخ انضمام السويد | تاريخ انضمام ليبيريا |
| ----------- | ----------------------------------------- | ------------------- | -------------------- |
|             | مؤسسة التنمية الدولية                     | 24 سبتمبر 1960      | 28 مارس 1962         |
|             | البنك الإفريقي للتنمية                    | ?                   | ?                    |
|             | مؤسسة التمويل الدولية                     | 20 يوليو 1956       | 28 مارس 1962         |
|             | منظمة حظر الأسلحة الكيميائية              | ?                   | ?                    |
|             | الأمم المتحدة                             | 19 نوفمبر 1946      | 2 نوفمبر 1945        |
|             | الاتحاد الدولي للاتصالات                  | 1866                | 10 أكتوبر 1927       |
|             | منظمة الشرطة الجنائية الدولية             | ?                   | ?                    |
|             | البنك الدولي للإنشاء والتعمير             | 31 أغسطس 1951       | 28 مارس 1962         |
|             | الاتحاد البريدي العالمي                   | ?                   | ?                    |
|             | المركز الدولي لتسوية المنازعات الاستشارية | 28 يناير 1967       | 16 يوليو 1970        |
|             | وكالة ضمان الاستثمار متعدد الأطراف        | 12 أبريل 1988       | 12 أبريل 2007        |
|             | يونسكو                                    | 23 يناير 1950       | 6 مارس 1947          |

## أعلام
هذه قائمة لبعض الشخصيات التي تربطها علاقات بالبلدين:
- بيتر ويلسون (لاعب كرة قدم سويدي، 9 أكتوبر 1996[19] – )
- جورج سكوت (ملاكم سويدي، 20 ديسمبر 1966 – )
- صامويل ووواه (لاعب كرة قدم سويدي، 17 يونيو 1976[20] – )

## وصلات خارجية
- موقع وزارة الخارجية السويدية
- موقع وزارة الخارجية الليبيرية